# القرن 15
القرن الخامس عشر هو الفترة الزمنية الممتدة من اليوم الأول لعام 1401 إلى اليوم الأخير من عام 1500 حسب التقويم الميلادي وكانت هذه الفترة جزء من العصور الوسطى.
| عقد 1390 | 1390 | 1391 | 1392 | 1393 | 1394 | 1395 | 1396 | 1397 | 1398 | 1399 |
| عقد 1400 | 1400 | 1401 | 1402 | 1403 | 1404 | 1405 | 1406 | 1407 | 1408 | 1409 |
| عقد 1410 | 1410 | 1411 | 1412 | 1413 | 1414 | 1415 | 1416 | 1417 | 1418 | 1419 |
| عقد 1420 | 1420 | 1421 | 1422 | 1423 | 1424 | 1425 | 1426 | 1427 | 1428 | 1429 |
| عقد 1430 | 1430 | 1431 | 1432 | 1433 | 1434 | 1435 | 1436 | 1437 | 1438 | 1439 |
| عقد 1440 | 1440 | 1441 | 1442 | 1443 | 1444 | 1445 | 1446 | 1447 | 1448 | 1449 |
| عقد 1450 | 1450 | 1451 | 1452 | 1453 | 1454 | 1455 | 1456 | 1457 | 1458 | 1459 |
| عقد 1460 | 1460 | 1461 | 1462 | 1463 | 1464 | 1465 | 1466 | 1467 | 1468 | 1469 |
| عقد 1470 | 1470 | 1471 | 1472 | 1473 | 1474 | 1475 | 1476 | 1477 | 1478 | 1479 |
| عقد 1480 | 1480 | 1481 | 1482 | 1483 | 1484 | 1485 | 1486 | 1487 | 1488 | 1489 |
| عقد 1490 | 1490 | 1491 | 1492 | 1493 | 1494 | 1495 | 1496 | 1497 | 1498 | 1499 |
| عقد 1500 | 1500 | 1501 | 1502 | 1503 | 1504 | 1505 | 1506 | 1507 | 1508 | 1509 |

يُنظر إلى القرن الخامس عشر كجسر بين أواخر العصور الوسطى وأوائل عصر النهضة العديد من التطورات التكنولوجية والاجتماعية والثقافية.
من أهم أحداث هذا القرن هو فتح القسطنطينية عاصمة الإمبراطورية البيزنطية على أيدي الدولة العثمانية الذي يعتبر مؤشرا لنهاية الإمبراطورية البيزنطية. أجبر هذا الحدث الأوروبيين الغربيين على إيجاد طريق جديد للتجارة، مما أضاف مزيداً من الزخم إلى ما عرف ببداية عصر الاستكشاف. حيث أدت الاستكشافات التي قام بها البرتغاليون والإسبان إلى توجه أوروبا للعالم الجديد والممر البحري على طول رأس الرجاء الصالح إلى الهند، وبشر بعهد الإمبراطوريات الاستعمارية البرتغالية والإسبانية. شهد هذا القرن أيضا سقوط الأندلس أو حروب الاستعادة الإسبانية بسقوط مملكة غرناطة آخر دولة إسلامية في شبه الجزيرة الإيبيرية بحلول نهاية القرن، حيث أنهى ذلك الحدث أكثر من سبعة قرون من الحكم الإسلامي لأسبانيا.
انتهت حرب المائة عام بانتصار حاسم لمملكة فرنسا على مملكة إنجلترا في معركة كاستيلون. خلفت الحرب مشاكل اجتماعية وسياسية واقتصادية في إنجلترا تؤدي إلى حرب الوردتين، وهي سلسلة من الحروب الحاكمة على عرش إنجلترا. تنتهي النزاعات بهزيمة ريتشارد الثالث ملك إنجلترا على يد هنري السابع في معركة بوسوورث والتي أسست لسيطرة أسرة تيودور على عرش إنجلترا في أخر القرن.
في الصين تحت حكم الإمبراطور يونغلي، الذي بنى المدينة المحرمة وأمر تشنغ خه باستكشاف عالم "ما وراء البحار"، وصلت أراضي أسرة مينغ إلى ذروتها. أسس تيمورلنك إمبراطورية كبرى في الشرق الأوسط وآسيا الوسطى، من أجل إحياء إمبراطورية المغول.

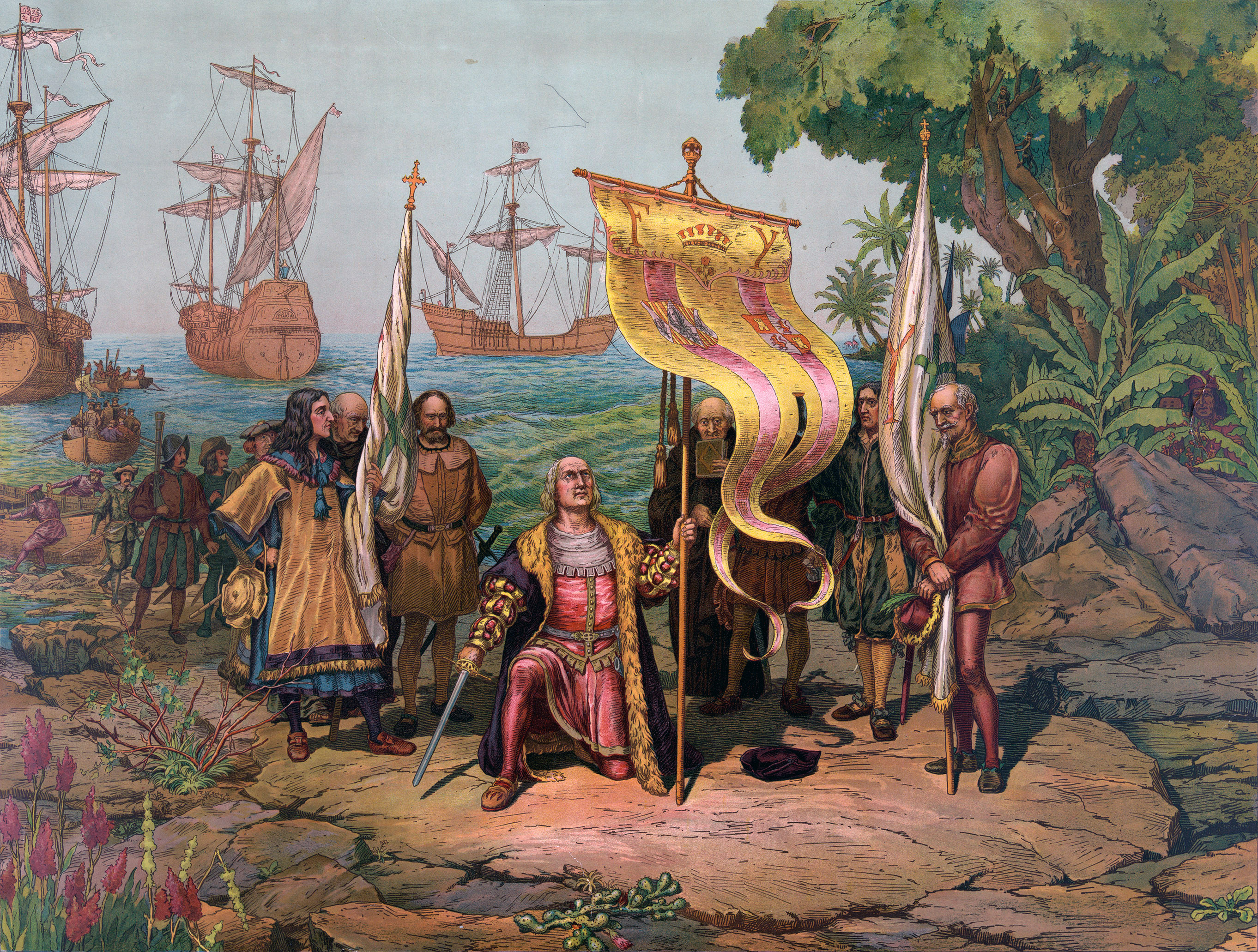
كريستوفر كولومبوس يصل إلى أمريكا في عام 1492، لوحة رسمها جيرجيو ديلوسي عام 1893.

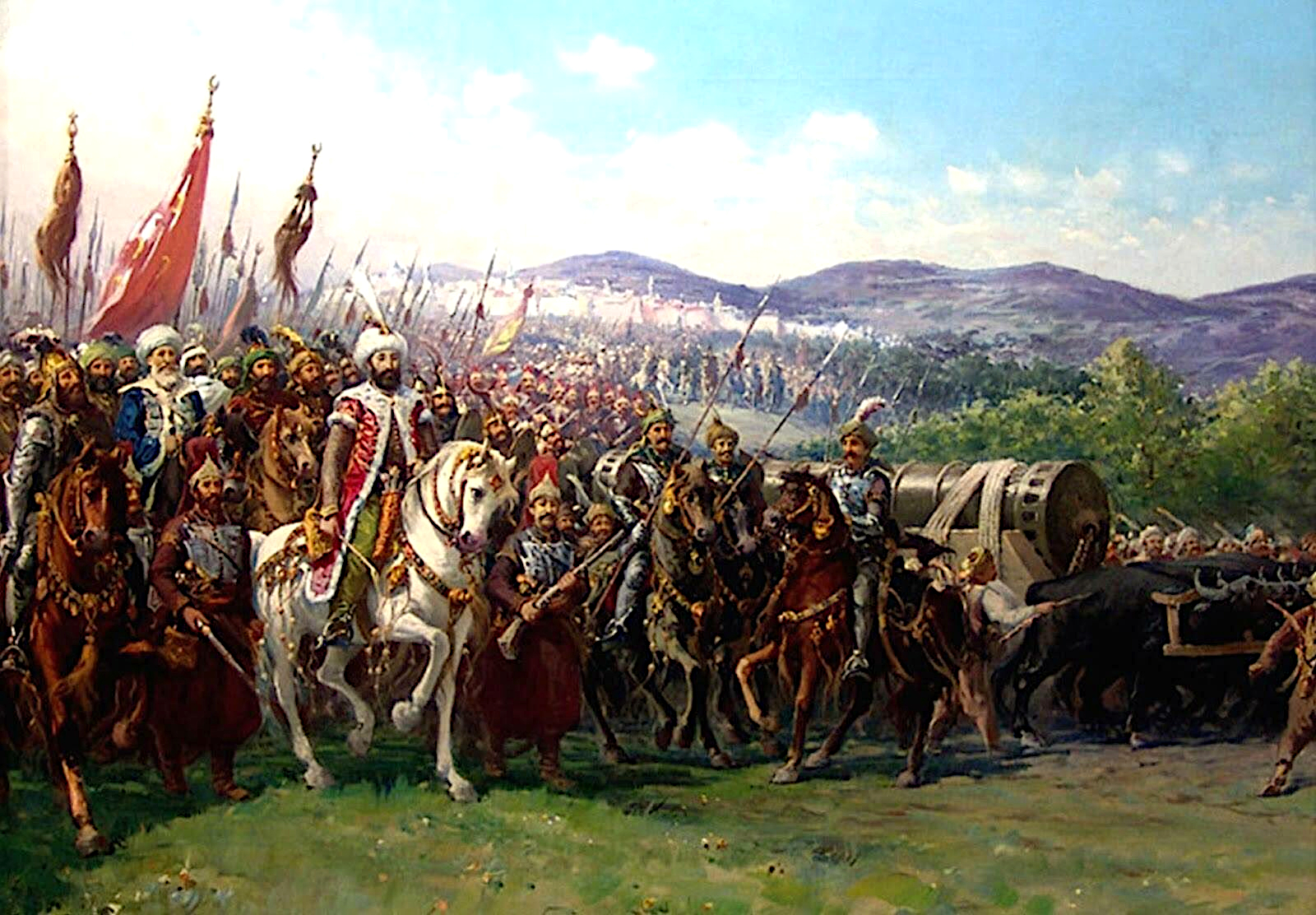
لوحة حديثة تمثل السلطان محمد الفاتح يتقدم نحو القسطنطينية في عام 1453

## أحداث
- 1401 قام تيمورلنك بغزو بغداد وكانت تحت حكم الجلائريين ودمّر أسوارها وأحرق ديارها.
- 1402 بعد غزو تيمورلنك للعراق لجأ السلطان الجلائري أحمد بن أويس إلى العثمانيين فأرسل تيمورلنك للسلطان العثماني بايزيد الأول يطلبه فردّ بايزيد رسل تيمورلنك بإهانه فحشد تيمورلنك جيشه وتوجه نحو أنقرة لقتال بايزيد في يوليو.
- 1402 انتصار تيمورلنك على الجيش العثماني في معركة أنقرة وأُسر السلطان بايزيد الأول وحمله المغول معهم عائدين إلى سمرقند عاصمة الدولة التيمورية حيث عاش في الأسر حتي وفاته في مارس.
- 1403 بعد وفاة السلطان العثماني بايزيد الأول انقسمت الدولة إلى عدة إمارت وأعاد تيمورلنك إلى الأمراء التركمان ما فقدوه من البلاد وأستقل الصرب والفلاخ (ترانسلفانيا في رومانيا) ومما زاد الخطر صراع أولاد بايذيد على العرش فنشبت بينهم حروب ضارية امتدت إحدى عشر عاما.
- 1406 وقع جيمس ولي عهد إسكتلندا في أيدي بحارة إنجليز الذين سلموه لهنري الرابع ملك إنجلترا في فبراير.
- 1406 وفاة روبرت الثالث ملك إسكتلندا في أبريل وكان ابنه وولي العهد سجين لدى هنري الرابع ملك إنجلترا وأصبح جيمس الأول ملك اسكتلندا بشكل اسمي وعين عمه روبرت دوق ألباني وصيا لحين عودة الملك االسجين.
- 1410 وفاة روبرشت ملك ألمانيا في مايو وخلفه سيغيسموند من آل لوكسمبورج ناخب براندنبورج وملك المجر وكرواتيا.
- 1413 وفاة هنري الرابع ملك إنجلترا في مارس وخلفه ابنه الملك هنري الخامس ملك إنجلترا
- 1413 تمكن محمد بن بايزيد من الانتصار على إخوته وتولّي عرش السلطنة العثمانية باسم محمد الأول في أغسطس.
- 1413 استطاع السلطان العثماني محمد الأول أن يعيد للدولة بعض ما فقدته من أملاكها في الأناضول وإخضاع المدن والإمارات التي استقلت عن الدولة العثمانية.
- 1415 سقوط مدينة سبتة في شمال إفريقيا في أيدي الجيش البرتغالي تحت قيادة الملك البرتغالي جواو الأول في أغسطس وبسقوط المدينة أصبحت البرتغال أول الدول الأوروبية الإستعمارية في العصر الحديث.
- 1415 عانى شارل السادس ملك فرنسا من نوبات من الجنون وكان عاجزاً عن تولي شؤون الحكم فتصارع شقيق الملك الصغير لويس دوق أورليان مع ابن عمه جون الأول دوق بورغونيا للحصول على حق الوصاية على حكم فرنسا.
- 1415 استغل هنري الخامس ملك إنجلترا هذه الإضطرابات وغزا فرنسا وانتصر انتصاراً حاسماً في معركة أجينكور في أكتوبر ليتمكن من السيطرة على نورماندي في شمال فرنسا.
- 1418 وفاة أمير الأفلاق ميرݘه الأول في يناير وخلفه ابنه فلاد الثالث دراكولا.
- 1418 احتل دوق بورغونيا جون الأول باريس وأعلن نفسه وصيا على شارل السادس ملك فرنسا في مايو.
- 1419 وفاة ملك الرومان المخلوع وملك بوهيميا فنتسل الرابع في أغسطس وخلفه أخيه سيغيسموند ملك الرومان وملك المجر وكرواتيا ملكا لبوهيميا.
- 1419م قام أنصار ولي عهد فرنسا شارل بقتل جون الأول دوق بورغونيا في سبتمبر وخلفه ابنه فيليب الثالث (الطيب).
- 1419 فيليب الثالث دوق بورغونيا ألقى باللوم على شارل ولي العهد لمقتل والده وتحالف مع هنري الخامس ملك إنجلترا وغزت القوات المتحالفة مناطق واسعة من فرنسا.
- 1420 استسلمت فرنسا بمقتضى معاهدة توريس وقدم شارل السادس ملك فرنسا ابنته كاترين زوجة لهنري الخامس ملك إنجلترا وتعهد بأن يورثه العرش الفرنسي. أنكر ولي العهد المعاهدة وبسط نفوذه على جنوب فرنسا بينما كانت شمال فرنسا تحت سيطرة الملك الإنجليزي بما فيها باريس.
- 1421 وفاة السلطان العثماني محمد الأول وخلفه ابنة مراد الثاني الذي طلب تجديد المعاهدة مع الإمبراطورية البيزنطية التي سبق ووقعها والده من قبل ومفادها أن يتعهد السلطان العثماني بِعدم محاربة الروم مقابل أن يبقى عمه مصطفي بن بايزيد محتجزا في القسطنطنية.
- 1421 أطلق الإمبراطور البيزنطي سراح الشاهذادة مصطفى بن بايذيد الذي طالب بعرش السلطنة مستنداً لدعم بيزنطة ودخل أدرنة وجلس على العرش واستطاع أن يجمع الناس من حوله فجهز السلطان العثماني مراد الثاني جيش كبير واستطاع القضاء على عمه مصطفى بن بايذيد والقضاء على الفتنة.
- 1422 بعد استباب الأمر عزم السلطان العثماني مراد الثاني معاقبة الإمبراطور البيزنطي فزحف في يونيو على رأس جيش كبير وحاصر القسطنطينية لمدة اربع أشهر حتي كادت ان تسقط لولا تمرد الاخ الاصغر للسلطان مراد فاضطر الجيش العثماني لفك الحصار والعودة للاناضول.
- 1422 وفاة هنري الخامس ملك إنجلترا في أغسطس وخلفه ابنه الملك هنري السادس ملك إنجلترا وعمره عام تحت وصاية عمه جون دوق بدفورد الذي أطلق سراح جيمس الأول ملك اسكتلندا بعد دفع الفدية وعاد لتولي عرش اسكتلندا بشكل رسمي.
- 1422 وفاة شارل السادس ملك فرنسا في أكتوبر وخلفه حسب معاهدة ترويس ابن ابنته كاترين زوجة هنري الخامس الصغير هنري السادس ملك إنجلترا الا ان الفرنسيبن رفضوا المعاهدة بحجة جنون الملك.
- 1425 وفاة الإمبراطور البيزنطي مانويل الثاني باليولوج في يوليو وخلفه ابنه يوحنا الثامن باليولوج
- 1428 أستغلَّ ملك المجر سيغيسموند وفاة القيصر الصربي ستيفان لازار ليضم إليه بعض بلاده فزحف باتجاه الصرب واحتلَّ مدينة بلغراد فرد السلطان العثماني مراد الثاني بِضم آلاجة ونيش.
- 1428 اندلعت الحرب بين العثمانيين والمجريين واشتد الضغط العثماني على المجريين اضطر سيغيسموند إلى عقد هدنة مع السلطان العثماني مراد الثاني مدتها ثلاث سنوات يكون نهر الدانوب فاصلا بين الدولة العثمانية ومملكة المجر.
- 1429 تتويج شارل ابن شارل السادس باسم شارل السابع ملك فرنسا رسميا لاحقا في يوليو.
- 1429 خلال حرب المائة عام زحف الإنجليز عبر شمال فرنسا وقاموا بحصار أورليان فقادت المناضلة الفرنسية جان دارك جيشا فرنسيا لرفع الحصار ولكنها وقعت أسيرة لدى الإنجليز الذين أحرقوها بدعوى الهرطقة مما ألهب مشاعر الفرنسيين وتابعوا المقاومة ضد الجيش الإنجليزي وتحرير المدن الفرنسية.
- 1430 حاصر الجبش العثماني سالونيك حتى تمكّن من فتحها في مارس.
- 1435 نقض فيليب الثالث دوق بورغونيا التحالف مع إنجلترا وانسحب من حرب المائة عام.
- 1435 استعاد شارل السابع ملك فرنسا مدينة باريس.
- 1437 اغتيل جيمس الأول ملك اسكتلندا في فبراير وخلفه ابنه الملك جيمس الثاني ملك اسكتلندا في السابعة من عمره تحت وصايه والدته.
- 1437 وفاة الإمبراطور الروماني وملك المجر وكرواتيا وملك بوهيميا سيغيسموند في ديسمبر وانتخب خلفه زوج ابنته ألبرت الثاني، دوق النمسا من آل هابسبورج.
- 1438 وفاة دوارتي الأول ملك البرتغال في سبتمبر وخلفه ابنه أفونسو الخامس ملك البرتغال في السادسة من عمره تحت وصاية والدته.
- 1439 وفاة ملك الرومان وملك المجر وكرواتيا وملك بوهيميا البرت الثاني في أكتوبر وانتخب خلفه فريدريك الثالث من آل هابسبورج. وخلف الملك ألبرت الثاني على عرش المجر وكرواتيا وعرش بوهيميا ابنه الذي لم يكن ولد بعد لاديسلاوس اليتيم تحت وصاية فريدريك الثالث.
- 1440 رشح البابا ايجين الرابع ملك بولندا فلاديسلاف الثالث لعرش المجر وكرواتيا نظير مشاركتة في حملة صلببية علي العثمانيين واستجاب نبلاء المجر خوفا من العثمانيين وانتخبوا فلاديسلاف الثالث ملك بولندا ملكاً للمجر وكرواتيا بدلاً من الملك الجنين.
- 1441 كون إليزابيث دوقة لوكسمبورج ليس لها أطفال أحياء فقد باعت دوقية لوكسمبورج. لـ فيليب الثالث دوق بورغونيا بشرط عدم امتلاكه لها إلا بعد وفاتها.
- 1442 استولى أفونسو الخامس ملك البرتغال على مملكة نابولي وطرد ريناتو الأول ملك نابولي ووحد صقلية ونابولي مرة أخرى كمملكة تابعه لمملكة أراغون.
- 1443 دعا البابا ملوك وأُمراء أوروبا لِلمُساهمة في حملة لصد التوسع العثماني في أوروبا فاستجاب لِدعوته أفونسو الخامس ملك البرتغال وفلاديسلاف الثالث ملك المجر وبولندا ويوحنا هونياد أمير ترانسلڤانيا وانضمت للحملة قوات من سكسونيا وألمانيا وبوهيميا وإيطاليا وفرنسا والبشناق والالإلاق. وسارت هذه القوات لِقتال العُثمانيين فيما سُمي بِالحملة الطويلة في فبراير.
- 1443 تقدمت قوات التحالف بقيادة يوحنا هونياد في الأراضي الصربية وسيطروا على بلغاريا وتراقيا واحتلوا مدينة صوفيا حتى لاقى الجيش العثماني في يالواچ حيث دارت المعركة الأخيرة في الحملة الطويلة في يناير وكان النصر فيها للتحالف.
- 1443 أعلن الأمير الألباني إسكندر بك عصيانه مستهدفا فصل بلاد الأرناؤوط (ألبانيا) عن الدولة العثمانية وجاءت وفاة ولي العهد الشاهزاده علاء الدين لتتوج المصائب للسلطان مراد الثاني الذي طلب الصُلح.
- 1443 أبرمت مُعاهدة الصُلح بين السلطان العثماني مراد الثاني والملك المجري فلاديسلاف الثالث في يونيو ونصت على: تنازل السلطنة عن سيادتها على الأفلاق للمجر استعادة الصرب والبشناق استقلالهما الذاتي مع دفع الخراج للدولة العثمانية إيقاف الحملات العسكرية العثمانية شمال نهر الدانوب وإخلاء سبيل الأسرى من الجانبين.
- 1443 بعد وفاة علاء الدين ابن السلطان العثماني مراد الثاني قرر السلطان التخلى عن العرش لابنه محمد الثاني فطمع الأروبيون في الدولة العثمانية وشكلوا جيشًا كبيرًا من قوات عدة دول أوربية فعاد السلطان مراد وأعد جيشه للقاء قوات التحالف في معركة فارنا في نوفمبر. وانتصر فيها الجيش العثماني انتصارا ساحقا وقتل فيها الملك المجري فلاديسلاف الثالث وهرب القائد العام يوحنا هونياد من المعركة.
- 1444 بعد مقتل ملك بولندا وملك المجر وكرواتيا فلاديسلاف الثالث في معركة فارنا في نوفمبر خلفه أخوه كازيمير الرابع على عرش بولندا وخلفه على عرش المجر وكرواتيا الملك الطفل لاديسلاوس اليتيم ابن الملك ألبرت الثاني تحت وصاية يوحنا هونياد.
- 1448 قاد يوحنا هونياد ائتلاف من مملكة المجر والأفلاق (ولاشيا في رومانيا) ضد الدولة العثمانية التقى الجيشان في معركة قوصوه الثانية في أكتوبر وانتصر الجيش العثماني انتصارا حاسما.
- 1448 وفاة الإمبراطور البيزنطي يوحنا الثامن باليولوج في ديسمبر وخلفه أخيه قسطنطين الحادي عشر باليولوج.
- 1451 وفاة السلطان العثماني مراد الثاني في فبراير وخلفه ابنه محمد الثاني الفاتح
- 1453 قام السلطان العثماني محمد الثاني بحصار القسطنطينية في أبريل من البر والبحر وتمكن من اقتحام المدينة في مايو قاوم الإمبراطور البيزنطي قسطنطين الحادي عشر حتى قتل. بعد تمام النصر والفتح اتخذ السلطان لقب الفاتح.
- 1454 انتهت حرب المائة عام بطرد الإنجليز من فرنسا ما عدا كاليه.
- 1454 وفاة خوان الثاني ملك قشتالة وليون يوليو خلفه ابنه هنري الرابع ملك قشتالة
- 1455 بعد هزيمة إنجلترا في حرب المائة عام واجه هنري السادس ملك إنجلترا مشاكل اجتماعية وسياسية واقتصادية فاندلعت الثورات الشعبية وتحدى النبلاء الملك علنا حتى اندلعت حرب الوردتين بين عائلة لانكاستر وعائلة يورك.
- 1455 بدأت حرب الوردتين عندما طعن ريتشارد دوق يورك على شرعية التاج الملكي لهنري السادس وبعد مشاجرة قتل فيها أفراد من عائلة يورك نشبت معركة سانت ألبانز الأولى في مايو.
- 1457 وفاة ملك المجر وكرواتيا وملك بوهيميا لاديسلاوس اليتيم في نوفمبر وانتخب خلفه على عرش المجر وكرواتيا ماتياس الأول ابن يوحنا هونياد. أما في بوهيميا فانتخب خلفه جورج بوديبراد.
- 1458 تمكن السلطان العثماني محمد الفاتح من فتح بلاد المورة والصرب.
- 1458 وفاة ألفونسو الخامس ملك أراغون في يونيو وخلفه أخيه خوان الثاني ملك أراغون وصقلية وخلفه ابنه غير الشرعي فرديناندو الأول ملك نابولي.
- 1459 اندلعت معركة لودلو في أكتوبر انتصر فيها جيش هنري السادس ملك إنجلترا على ريتشارد دوق يورك الذي لجأ إلى أيرلندا وفر ابنه إدوارد مع إيرل ورويك إلى مدينة كاليه على الساحل الفرنسي.
- 1460م وفاة جيمس الثاني ملك اسكتلندا في أغسطس وخلفه ابنه جيمس الثالث ملك اسكتلندا.
- 1460 عاد إدوارد إلى إنجلترا وجهز جيشاً هزم به جيش هنري السادس ملك إنجلترا الذي وقع أسيراً في نورثامبتون. وجرى الاتفاق على أن يبقى هنري ملكاً مدى الحياة ويخلفه دوق يورك بعد وفاته ولكن الملكة مرجريت زوجة الملك هنري السادس رفضت الاتفاق لأنه يحرم ابنها من ولاية العهد.
- 1460 اندلعت معركة ويكفيلد في ديسمبر 1460م. التي انتصر فيها جيش هنري السادس ملك إنجلترا على جيش ريتشارد الذي قتل في المعركة.
- 1461 اندلعت معركة سانت ألبانز الثانية في فبراير وتمكن فيها جيش هنري من انقاذ الملك هنري من الاسر. لكن كان إدوارد قد تمكن من هزيمة مؤيدي الملك هنري في غرب إنجلترا فسارع إلى نجدة إيرل ورويك ومن معه وحقق انتصاراً ساحقاً في تاوتون في مارس وتوج باسم إدوارد الرابع ملك إنجلترا يونيو
- 1461 وفاة شارل السابع ملك فرنسا في يوليو وخلفه ابنه لويس الحادي عشر ملك فرنسا
- 1462 وفاة أمير موسكو المعظم فاسيلي الثاني في مارس وخلفه ابنه إيفان الثالث.
- 1464 تمكّن السلطان العثماني محمد الفاتح من ضم إقليم الأفلاق (ولاشيا برومانيا) وبلاد البشناق (البوسنة) وألبانيا
- 1467 وفاة دوق بورغونيا ولوكسمبورج فيليب الطيب في يونيو وخلفه ابنه شارل الجريء
- 1468 أندلعت الحرب البوهيمية بغزو ملك المجر وكرواتيا ماتياس الأول مملكة بوهيميا بحجة إعادة بوهيميا إلى الكاثوليكية البابوية احتل ماتياس الأجزاء الجنوبية والشرقية من البلاد. ولم يستطع احتلال براغ. وتوج ملكا لبوهيميا من قبل الموالين للبابوية.
- 1469 زواج فرناندو ولي عهد ملك أراغون وملك صقلية وإيزابيلا ولي عهد ملك قشتالة وليون في أكتوبر.
- 1469م لم يكن إدوارد الرابع ملك إنجلترا مستقلاً في حكمه في بداية عهده إذ شاركه إيرل ورويك السلطة الذي انفرد بإدارة البلاد فقام إدوارد بنفي ورويك
- 1470 لجأ إيرل ورويك للويس الحادي عشر ملك فرنسا الذي أقنعه بالتحالف مع مرجريت زوجة هنري السادس وقاموا بغزو إنجلترا وإطلاق سراح الملك هنري وأعادته إلى العرش في أكتوبر.
- 1471 وفاة جورج بوديبراد ملك بوهيميا في مارس واختار أتباعه فلاديسلاف الثاني ابن ملك بولندا كازيمير الرابع ملكا على بوهيميا الذي واصل الكفاح ضد ماتياس الأول ملك المجر الذي قاسمه حكم بوهيميا.
- 1471 جهز إدوارد الرابع ملك إنجلترا جيشا بمساعدة شارل الجريء دوق برغونيا وتمكن من هزيمة إيرل ورويك وقتله في معركة بارنيت في أبريل. وهزيمة مارجريت في معركة توكسبوري في مايو وأسر مرجريت ومقتل ابنها. وبعد أسبوعين قُتل الملك هنري السادس واستعاد الملك إدوارد الرابع عرشه.
- 1471 وفاة ألفونسو الخامس ملك البرتغال في أغسطس وخلفه ابنه جواو الثاني.
- 1472 اندلعت حرب بين لويس الحادي عشر ملك فرنسا وشارل الجريء دوق برغونيا أنتصر فيها شارل الذي استطاع السيطرة على عدة مدن فرنسية.
- 1474 وفاة هنري الرابع ملك قشتالة وليون في ديسمبر وخلفته أخته الملكة إيزابيلا الأولى ملكة قشتالة وليون
- 1475 قام إدوارد الرابع ملك إنجلترا باجتياح فرنسا واحتلالها لكن استطاع لويس الحادي عشر ملك فرنسا حل الخلاف بالتفاوض ودفع مبالغ من المال للملك إدوارد مقابل تراجعه عن احتلال فرنسا.
- 1477 قام لويس الحادي عشر ملك فرنسا باستخدام السويسريون الذين يملكون جيش ذائع الصيت من حيث القوة في مواجهة جيش شارل الجريء دوق برغونيا في معركة نانسي في يناير وقتل فيها شارل وانتهت معه إحدى أهم الحروب البورغندية.
- 1477 بعد وفاة شارل الجريء دوق برغونيا ولوكسمبورج خلفه ابنته ماري دوقة بورغونيا التي تزوجت من ماكسميليان ابن الإمبراطور الروماني فريدريك الثالث في أغسطس.
- 1479 وفاة خوان الثاني ملك أراغون وصقلية في يناير وخلفه ابنه فرناندو الثاني وبذلك اتحدت ممالك قشتاله وليون وأراغون كخطوة لإنشاء مملكة إسبانيا.
- 1480 رفض أمير موسكو إيفان الثالث دفع الإتاوة لإمارة القبيلة الذهبية وحرر الدولة الروسية من النير المغولي التتاري الذي دام 250 سنة وذلك بعد انتصاره على الجيش المغولي على نهر أوغرا.
- 1483 وفاة إدوارد الرابع ملك إنجلترا في أبريل فطعن أخيه ريتشارد في شرعية زواج شقيقه وإليزابيث وودفيل وشرعية جميع أبنائه واستولى على العرش باسم ريتشارد الثالث ملك إنجلترا.
- 1483 وفاة لويس الحادي عشر ملك فرنسا في أغسطس وخلفه ابنه شارل الثامن ملك فرنسا.
- 1483م قاد دوق باكنغهام هنري ستافورد ثورة على ريتشارد الثالث ملك إنجلترا لتتويج هنري تيودور من عائلة لانكاستر حاكماً للبلاد..
- 1485 أبحر هنري تيودور من فرنسا بجيش من المرتزقة الفرنسيين ووصل الي ويلز ووأنضم له مناصريه ليواجه جيش ريتشارد الثالث ملك إنجلترا في معركة بوسوورث التي أنتهت بأنتصار هنري تيودور ومقتل الملك ريتشارد وتوج هنري في أغسطس باسم هنري السابع ملك إنجلترا.
- 1485 تزوج هنري السابع ملك إنجلترا من إليزابيث يورك ابنة إدوارد الرابع آخر المطالبين بالعرش من أسرة يورك وبزواجه منها توحدت العائلتان وانتهت حرب الوردتين وبدأ حكم أسرة تيودور.
- 1485 اندلاع الحرب العثمانية المملوكية بعد غزو الإمبراطورية العثمانية أراضي الأناضول وسوريا التابعة لسلطنة المماليك.
- 1488 تمكن المستكشف البرتغالي بارتولوميو دياز من الإبحار حول القمة الجنوبية لقارة أفريقيا واكتشاف طريق رأس الرجاء الصالح
- 1490 وفاة ماتياس الأول ملك المجر وكرواتيا في أبريل وخلفه فلاديسلاف الثاني ملك بوهيميا ملكاً للمجر وكرواتيا.
- 1492 قامت القوات المشتركة من ممالك قشتالة وليون وأراغون بالاستيلاء على إمارة غرناطة في يناير وإنهاء 781 عاماً من الحكم الإسلامي في أيبيريا. بعد استسلام أبو عبد الله محمد الثاني عشر آخر أمراء غرناطة.
- 1492 وصول الرحالة الإيطالي كريستوفر كولومبس إلى العالم الجديد في رحلة موّلها ملكي إسبانيا فرناندو الثاني وإيزابيلا الأولى وهي أول رحلة عبرت الأطلسي ووصلت إلى جزر الكاريبي فاتحة بذلك عصر الاستكشاف الأوروبي وغزو الأمريكتين.
- 1493 وفاة الإمبراطور الروماني فريدريك الثالث في أغسطس وانتخب خلفه ابنه ماكسيمليان الأول.
- 1494 وفاة فرديناندو الأول ملك نابولي في يناير وخلفه ابنه ألفونسو الثاني ملك نابولي.
- 1494 غزا شارل الثامن ملك فرنسا إيطاليا مطالبا بعرش نابولي والذي ورثه والده بعد وفاة الملك ريناتو من آل أنجو لتبدأ بذلك الحروب الإيطالية.
- 1495 وفاة ألفونسو الثاني ملك نابولي في يناير وخلفه ابنه فرديناندو الثاني ملك نابولي.
- 1495 اضطر شارل الثامن ملك فرنسا للانسحاب من نابولي بسبب دعم ملك أراغون فرناندو الثاني لابن عمه فرديناندو الثاني ملك نابولي. إلا أن الفرنسيين لم يتخلوا عن مطالبهم.
- 1498 تمكن المستكشف البرتغالي فاسكو دا غاما الإبحار من من أوروبا إلى الهند عن طريق رأس الرجاء الصالح الذي اكتشفه بارتولوميو دياز
- 1498 وفاة شارل الثامن ملك فرنسا في أبريل وخلفه ابنه لويس الثاني عشر الذي احتل دوقية ميلان خلال الحروب الإيطالية.
- 1499 تمكن السويسريون من تحقيق انتصار على الجيش الإمبراطوري في معركة دورناخ في يوليو مما أجبر الإمبراطور الروماني ماكسيمليان الأول لتوقيع معاهدة سلام مع السويسريين في بازل في سبتمبر يعطي الاتحاد السويسري الاستقلال التام عن الإمبراطورية الرومانية المقدسة.
- 1500 توصل لويس الثاني عشر ملك فرنسا إلى اتفاق مع فرناندو الثاني ملك أراغون بتقسيم نابولي لكن خلافات نشبت حول شروط التقسيم أدت إلى حرب بين ملكي فرنسا وأراغون.
- 1500 تمكن المستكشف البرتغالي بيدرو ألفاريز كابرال من الوصول الي اليابسة في البرازيل وادعى ملكية البرتغال للبلاد.

```
مكرر____________
```

- بدء عصر النهضة الأوروبية وهي حركة ثقافية مع بدايات القرن الخامس عشر من مدينة فلورنسا الإيطالية ثم أخذت في الانتشار إلى بقية أرجاء أوروبا.
- خُلع ملك الرومان فنتسل وانتخاب روبرشت ناخب بالاتينات ملكا للرومان في أغسطس 1400م. .
- بعد غزو تيمورلنك للعراق لجأ السلطان الجلائري أحمد بن أويس إلى العثمانيين فأرسل تيمورلنك للسلطان العثماني بايذيد. يطلبه فرد بايزيد رسل تيمورلنك بإهانه فحشد تيمورلنك جيشه وتوجه نحو أنقرة لقتال بايزيد في يوليو 1402م. ودارت معركة طاحنة انهزم فيها العثمانيون وأُسر السلطان بايزيد وحمله المغول معهم عائدين إلى سمرقند عاصمة الدولة التيمورية حيث عاش بقية أيامه ومات في مارس 1403م. وبعد موت السلطان بايزيد انقسمت الدولة إلى عدة إمارت صغيرة وأعاد تيمورلنك إلى الأمراء التركمان ما فقدوه من البلاد واستقل الصرب والفلاخ (ترانسلفانيا في رومانيا) ومما زاد الخطر صراع أولاد بايزيد على العرش فنشبت بينهم حروب ضارية امتدت إحدى عشر عاما.
- وقع جيمس ولي عهد ملك إسكتلندا في أيدي بحارة إنجليز الذين سلموه للملك الإنجليزي هنري الرابع في فبراير 1406م.
- وفاة ملك إسكتلندا روبرت الثالث في أبريل 1406م. وكان ابنه وولي العهد سجين لدى الملك الإنجليزي هنري الرابع وأصبح جيمس الأول ملكا بشكل إسمي وعين عمه روبرت دوق الباني وصيا لحين عودة الملك االسجين.
- وفاة ملك الرومان روبرشت في مايو 1410م. وخلفه سيجسموند من آل لوكسمبورج ناخب براندنبورج وملك المجر وكرواتيا ملكا للرومان وتوج إمبراطورا في 1334م.
- وفاة ملك إنجلترا هنري الرابع في مارس 1413م. وخلفه ابنه الملك هنري الخامس
- تمكن محمد بن بايزيد من الانتصار علي اخوته وتولي عرش السلطنة العثمانية باسم السلطان محمد الأول في أغسطس 1413م.
- أستطاع السلطان محمد الأول ان يعيد للدولة بعض ما فقدته من أملاكها في الأناضول وإخضاع المدن والإمارات التي استقلت عن الدولة العثمانية كما سعى إلى تعزيز القوة البحرية العثمانية لِلتضييق على حركة البنادقة في بحر ايجه متحديا سيطرتهم المُطلقة.
- سقوط مدينة سبتة في شمال إفريقيا في أيدي الجيش البرتغالي تحت قيادة الملك البرتغالي جواو الأول في أغسطس 1415م. وبسقوط المدينة أصبحت البرتغال أول الدول الأوروبية الإستعمارية في العصر الحديث.
- عانى الملك الفرنسي شارل السادس من نوبات من الجنون وكان عاجزاً عن تولي شؤون الحكم فتصارع شقيق الملك الصغير لويس دوق أورليان مع ابن عمه جون الأول دوق بورغونيا للحصول على حق الوصاية على حكم فرنسا.
- أستغل ملك إنجلترا هنري الخامس هذه الإضطرابات وغزا فرنسا وانتصر انتصاراً حاسماً في معركة أجينكور في أكتوبر 1415م. ليتمكن من السيطرة علي نورماندي في شمال فرنسا.
- وفاة امير الالإلاق ميرجة في يناير 1418م. وخلفه ابنه فلاد الثالث دراكوال.
- أحتل دوق بورغونيا جون الأول باريس واعلن نفسه وصيا علي الملك الفرنسي شارل السادس في مايو 1418م.
- وفاة ملك الرومان المخلوع وملك بوهيميا فنتسل الرابع في أغسطس 1419م. وخلفه اخيه سيجسموند ملك الرومان وملك المجر وكرواتيا وملكا لبوهيميا.
- قام أنصار ولي عهد فرنسا شارل بقتل جون الأول دوق بورغونيا في سبتمبر 1419م. وخلفه ابنه فيليب الثالث (الطيب) الذي القي باللوم علي شارل ولي العهد لمقتل والده وتحالف مع الملك الإنجليزي هنري الخامس وغزت القوات المتحالفة مناطق واسعة من فرنسا.
- أستسلمت فرنسا بمقتضي معاهدة توريس 1420م. وقدم الملك الفرنسي شارل السادس ابنته كاترين زوجة للملك الإنجليزي هنري الخامس وتعهد بأن يورثه العرش الفرنسي. انكر ولي العهد المعاهدة وبسط نفوذه على جنوب فرنسا بينما كانت شمال فرنسا تحت سيطرة الملك الإنجليزي هنري الخامس بما فيها باريس.
- وفاة السلطان العثماني محمد الأول في سنة 1421م. وخلفه ابنة السلطان مراد الثاني الذي وقع معاهدة مع المجر لمدة خمس سنوات وطلب تجديد المعاهدة مع الامبراطورية البزنطية التي سبق ووقعها والده من قبل ومفادها أن يتعهد السلطان العثماني بِعدم محاربة الروم مقابل أن يبقى عمه مصطفي بن بايزيد محتجزا في القسطنطنية. لكن الإمبراطور البزنطي أطلق سراح الشاهذادة مصطفي ابن بايذيد الذي طالب بعرش السلطنة مستندا الي دعم بزنطة وبعض الامراء ودخل ادرنة وجلس علي العرش واستطاع ان يجمع الناس من حوله فجهز السلطان مراد جيش كبير واستطاع القضاء علي عمه مصطفي ابن بايذيد والقضاء علي الفتنة.
- بعد استباب الأمر عزم السلطان مراد معاقبة الإمبراطور البزنطي فزحف في يونيو 1422م.على رأس جيش كبير إلى القسطنطنية وحاصرها لمدة اربع أشهر حتي كادت ان تسقط لولا تمرد الاخ الاصغر للسلطان مراد فاضطر الجيش العثماني لفك الحصار والعودة للاناضول.
- وفاة ملك إنجلترا هنري الخامس في أغسطس 1422م. وخلفه ابنه االملك هنري السادس وعمره عام تحت وصاية عمه جون دوق بدفورد الذي أطلق سراح الملك الإسكتلندي السجين جيمس الأول بعد دفع الفدية وعاد لتولي عرش اسكتلندا بشكل رسمي.
- وفاة ملك فرنسا شارل السادس في أكتوبر 1422م. وخلفه حسب معاهدة ترويس ابن ابنته كاترين زوجة هنري الخامس ملك إنجلترا الصغير هنري السادس الا ان الفرنسيبن رفضوا المعاهدة بحجة جنون الملك وتوج ابنه شارل باسم الملك شارل السابعرسميا لاحقا في يوليو 1429م.
- وفاة الإمبراطور البزنطي مانويل الثاني باليولوج في يوليو 1425م. وخلفه ابنه يوحنا الثامن باليولوج حيث كانت الامبراطورية في انحدار وتقلصت ولم يعد الا القسطنطنية وضواحيها وتعاني من قلة الموارد.
- أستغلَّ ملك المجر سيجسموند وفاة القيصر الصربي ستيفان لازار ليضم إليه بعض بلاده فزحف باتجاه الصرب واحتلَّ مدينة بلغراد فرد السلطان العثماني مُراد الثاني بِضم آلاجة ونيش اندلعت الحرب بين العثمانيين والمجريين واشتد الضغط العثماني على المجريين اضطر سيجسموند إلى عقد هدنة مع السلطان سنة 1428م. مدتها ثلاث سنوات يكون نهر الدانوب فاصلا بين الدولة العثمانية ومملكة المجر.
- خلال حرب المائة عام زحف الإنجليز عبر شمال فرنسا وقاموا بحصار أورليان فقادت المناضلة الفرنسية جان دارك جيشا فرنسيا لرفع الحصار عام 1429م، ولكنها وقعت أسيرة لدى الإنجليز الذين أحرقوها بدعوي الهرطقة مما الهب مشاعر الفرنسيين وتابعوا المقاومة ضد الجيش الإنجليزي وتحرير المدن الفرنسية .
- حاصر الجبش العثماني سالونيك حتي تمكن من فتحها في مارس 1430م.
- نقض فيليب دوق بورغونيا التحالف مع الإنجليز عام 1435 وانسحب من حرب المائة عام وفي السنة التالية استعاد الملك الفرنسي شارل السابع مدينة باريس
- أغتيل الملك الإسكتلندي جيمس الأول في فبراير 1437م. وخلفه ابنه الملك جيمس الثاني في السابع من عمره تحت وصايه والدته.
- وفاة الإمبراطور الروماني المقدس وملك المجر وكرواتيا وملك بوهيميا سجسموند في ديسمبر 1437م. وانتخب خلفه زوج ابنته البرت الثانيمن ال هابسبورج ودوق النمسا ملكا للرومان وملكا للمجر وكرواتيا وملكا لبوهيميا
- وفاة الملك البرتغالي دوارتي الأول في سبتمبر 1438م. وخلفه ابنه افونسو الخامس في السادسة من عمره تحت وصاية والدته.
- وفاة ملك الرومان وملك المجر وكرواتيا وملك بوهيميا البرت الثاني في أكتوبر 1439م. وانتخب خلفه فريدريك الثالث دوق النمسا من ال هابسبورج ملكا للرومان وتوج امبراطورا في 1352م.

وخلف الملك البرت الثاني علي عرش المجر وكرواتيا وعرش بوهيميا ابنه الذي لم يكن ولد بعد لاديسلاف تحت وصاية فريدريك الثالث.
- رشح البابا ايجين الرابع ملك بولندا فلاديسلاف الثالث لعرش المجر وكرواتيا نظير مشاركتة في حملة صلببية علي العثمانيين واستجاب نبلاء المجر خوفا من العثمانيين وانتخبوا فلاديسلاف الثالث ملك بولندا ملكاً للمجر وكرواتيا بدلا من الملك الجنين.
- كون إليزابيث دوقة لوكسمبورج ليس لها أطفال أحياء فقد باعت دوقية لوكسمبورج عام 1441م. لـ فيليب الثالث دوق بورغونيا بشرط عدم امتلاكه لها إلا بعد وفاتها.
- أستولى ملك اراغون ألفونسو الخامس على مملكة نابولي وطرد ملكها ريناتو من آل انجو ووحد صقلية ونابولي مرة أخرى كمملكة تابعه لمملكة أراغون سنة 1442م.
- دعا البابا ملوك وأُمراء أوروبا لِلمُساهمة في حملة لصد التوسع العثماني في أوروبا فاستجاب لِدعوته ألفونسو الخامس ملك أراغون وناپولي وڤلاديسلاڤ الثالث ملك المجر وبولندا ويوحنا هونياد أمير ترانسلڤانيا وانضمت للحملة قوات من سكسونيا وألمانيا وبوهيميا وإيطاليا وفرنسا والبشناق والالإلاق. وسارت هذه القوات لِقتال العُثمانيين فيما سُمي بِالحملة الطويلة في فبراير 1443م. فاجتازت الدانوب وبدأت بالتقدم في الأراضي الصربية وسيطروا علي بلغاريا وتراقيا واحتلوا مدينة صوفيا. واصل يوحنا هونياد تقدُّمه فعبر جبال البلقان حتي لاقي الجيش العثماني في يالواچ حيث دارت المعركة الأخيرة في الحملة الطويلة في يناير 1443م. وكان النصر فيها للتحالف وفي الوقت نفسه أعلن إسكندر بك عصيانه مستهدفا فصل بلاد الأرناؤوط (ألبانيا) عن الدولة العثمانية وجاءت وفاة ولي العهد الشاهزاده علاء الدين لتتوج المصائب للسلطان مُراد الثاني الذي طلب الصُلح وأُبرمت مُعاهدة الصُلح بين مُراد الثاني وڤلاديسلاڤ الثالث في يونيو 1443م. وتضمنت ما يلي:

تنازل السلطنة عن سيادتها على الأفلاق (ولاشيا في رومانيا) للمجر وإعادة تنصيب ڤلاد الثاني دراكول أميرا عليها استعادة الصرب والبشناق (البوسنة) استقلالهما الذاتي على أن تستمرا في دفع الخراج للدولة العثمانية إيقاف الحملات العسكرية العثمانية شمال نهر الدانوب وإخلاء سبيل الأسرى من الجانبين.
- بعد وفاة علاء الدين ابن السلطان العثماني مراد الثاني قرر السلطان التخلى عن العرش لابنه محمد الثاني وكان في الثاني عشر من عمره فطمع الأروبيون في الدولة العثمانية وشكلوا جيشًا كبيرًا من قوات عدة دول أوربية ليهاجم الدولة العثمانية فعاد السلطان مراد وأعد جيشه للقاء تلك الحملة الصليبية في مدينة فارنا علي البحر الأسود في نوفمبر 1444م. وانتصر الجيش العثماني انتصارا ساحقا في معركة فارنا وقتل فيها الملك المجري فلاديسلاف الثالث وهرب القائد العام يوحنا (جون) هونياد من المعركة.
- بعد مقتل ملك بولندا وملك المجر وكرواتيا فلاديسلاف الثالث في معركة فارنا في نوفمبر 1444م. خلفه اخيه كازيمير الرابع علي عرش بولندا وخلفه علي عرش المجر وكرواتيا الملك الطفل لاديسلاف اليتيم ابن الملك البرت الثاني تحت وصاية جون هونياد.
- قاد يوحنا هونياد ائتلاف من مملكة المجر والأفلاق (ولاشيا في رومانيا) ضد الدولة العثمانية التقي الجيشان في معركة.كوسوفو الثانية في أكتوبر 1448م. وانتصر الجيش العثماني انتصارا حاسما.
- وفاة الإمبراطور البزنطي يوحنا الثامن باليولوج في ديسمبر 1448م. وخلفه اخيه قسطنطين الحادي عشر باليولوج.
- وفاة السلطان العثماني مراد الثاني في فبراير 1351م. وخلفه ابنه السلطان محمد الثاني الفاتح
- قام السلطان محمد الثاني بحصار القسطنطنية في أبريل 1453م. من البر والبحر وتمكن من اقتحام المدينة في مايو 1453م. قاوم الإمبراطور البزنطي قسطنطين حتي قتل. بعد تمام النصر والفتح اتخذ السلطان لقب الفاتح وقيصر الروم لكن لم تعترف بطركيّة القسطنطينية ولا أوروبا المسيحية بلقب قيصر الروم .
- أتهت حرب المائة عام 1453م. بطرد الأنجليز من فرنسا ما عدا كاليه.
- وفاة ملك قشتالة وليون خوان الثاني في يوليو 1454م. وخلفه ابنه الملك انريكي (هنري) الرابع
- بعد هزيمة إنجلترا في حرب المائة عام واجه الملك هنري السادس مشاكل اجتماعية وسياسية واقتصادية فاندلعت ضدهم الثورات الشعبية وتحدي النبلاء الإنجليز بجيوشهم الملك علنا. واندلعت حرب الوردتين سنة 1455م. وهي حرب أهلية دارت معاركها على مدار ثلاثة عقود حول الأحق بعرش إنجلترا بين عائلة لانكاستر وعائلة يورك المنتميتين إلى عائلة بلانتاجانت بسبب نسبهما إلى الملك إدوراد وكان شعارهما الوردتين الأبيض والأحمر لذا سميت حرب الوردتين.

بدأت الحرب عندما طعن الدوق ريتشارد يورك علي شرعية التاج الملكي لهنري السادس وبعد مشاجرة قتل فيها افراد من عائلة يورك نشبت معركة سانت ألبانز الأولى في مايو 1455م.
- وفاة ملك المجر وكرواتيا وملك بوهيميا لاديسلاف اليتيم في نوفمبر 1457م. وانتخب خلفه علي عرش المجر وكرواتيا ابن يوحنا هونياد ماتياس كورفينوس أو الملك ماتياس الأول. أما في بوهيميا فانتخب خلفه جورج بودبراد.
- تمكن السلطان العثماني محمد الفاتح من فتح بلاد المورة والصرب سنة 1458م.
- وفاة ملك اراغون الفونسو الخامس في يونيو 1458م. وخلفه اخيه خوان الثاني ملكا لارغون وصقلية وخلفه ابنه غير الشرعي فرناندو الأول (فيرانتي) ملكا علي نابولي.
- انتصر جيش الملك الإنجليزي هنري السادس علي ريتشارد دوق يورك في معركة لودلو في أكتوبر 1459م. الذي لجأ إلى أيرلندا وفر ابنه إدوارد مع إيرل ورويك إلى مدينة كاليه على الساحل الفرنسي.
- وفاة الملك االاسكتلندي جيمس الثاني في أغسطس 1460م. وخلفه ابنه الملك جيمس الثالث.
- عاد ادوارد بعد عام إلى إنجلترا وجهز جيشاً هزم به جيش الملك هنري السادس الذي وقع أسيراً في أيديهم في نورثامبتون. وجرى الاتفاق على أن يبقى هنري ملكاً مدى الحياة ويخلفه دوق يورك بعد وفاته ولكن الملكة مرجريت زوجة الملك هنري السادس رفضت الاتفاق لأنه يحرم ابنها من ولاية العهد واندلعت معركة ويكفيلد في ديسمبر 1460م. التي انتصر فيها جيش الملك هنري علي جيش ريتشارد الذي قتل في المعركة.
- في معركة سانت ألبانز الثانية في فبراير 1461م. تمكن جيش هنري من انقاذ الملك هنري من الاسر. لكن كان ادوارد قد تمكن من هزيمة مؤيدي الملك هنري في غرب إنجلترا فسارع إلى نجدة إيرل ورويك ومن معه وحقق انتصاراً ساحقاً في تاوتون في مارس 1461م. وتوج ملكا لإنجلترا في يونيو من العام نفسه.
- وفاة ملك فرنسا شارل السابع في يوليو 1461م. وخلفه ابنه لويس الحادي عشر.
- وفاة امير موسكو المعظم فاسيلي الثاني في مارس 1462م.وخلفه ابنه ايفان الثالث.
- تمكن السلطان محمد الفاتح من ضم إقليم الأفلاق (ولاشيا برومانيا) وبلاد البشناق (البوسنة) وألبانيا عام 1464م
- وفاة دوق بورغونيا ولوكسمبورج فيليب الطيب في يونيو 1467م. وخلفه ابنه دوق شارل الجريء
- أندلعت الحرب البوهيمية سنة 1468م. في عهد الملك جورج بودبراد الذي كان رئيس جماعة هوسيون التي كانت تتبني افكار اصلاحية للكنيسة مما لاقي معارضة من البابا بيوس الثاني بدأت الحرب البوهيمية عندما غزا ملك المجر ماتياس الأول مملكة بوهيميا بحجة إعادة بوهيميا إلى الكاثوليكية البابوية احتل ماتياس الأجزاء الجنوبية والشرقية من البلاد. ولم يستطع احتلال براغ. وتوج ملكا لبوهيميا من قبل الموالين للبابوية.
- زواج فرناندو ولي عهد ملك اراغون وملك صقلية وايزابيلا ولي عهد ملك قشتالة وليون في أكتوبر 1469م.
- لم يكن الملك الإنجليزي إدوارد الرابع مستقلاً في حكمه في بداية عهده إذ شاركه إيرل ورويك السلطة الذي أنفرد بإدارة البلاد فقام ادوارد بنفي ورويك عام 1469م. فلجأ لملك فرنسا لويس الحادي عشر الذي أقنعه بالتحالف مع مرجريت زوجة هنري السادس وقاموا بغزو إنجلترا وإطلاق سراح الملك هنري وأعادته إلى العرش في أكتوبر 1470م.
- وفاة ملك بوهيميا جورج بودبراد في مارس 1471م. واختار أتباعه فلاديسلاف الثاني أبن ملك بولندا كازيمير الرابع ملكا علي بوهيميا الذي واصل الكفاح ضد ماتياس الأول ملك المجر الذي قاسمه حكم بوهيميا.
- جهز الملك الإنجليزي إدوارد الرابع جيشا بمساعدة شارل دوق برغونيا وتمكن من هزيمة إيرل ورويك وقتله في معركة بارنيت في أبريل 1471م. وهزيمة مارجريت في معركة توكسبوري في مايو 1471م. وأسر مرجريت ومقتل ابنها. وبعد أسبوعين قُتل الملك هنري السادس واستعاد الملك ادوارد الرابع عرشه.
- وفاة الملك البرتغالي الفونسو الخامس في أغسطس 1471م. وخلفه ابنه جواو الثاني.
- أندلعت حرب بين ملك فرنسا لويس الحادي عشر وشارل الجريء دوق برغونيا عام 1472م. واستطاع شارل ان يحاصر ويسيطر على عدة مدن تابعة للويس الحادي عشر.
- وفاة ملك قشتالة وليون انريكي الرابع في ديسمبر 1474م. وخلفه اخته الملكة ايزابيلا الاولي
- قام إدوارد الرابع ملك إنجلترا باجتياح فرنسا عام 1475م. واحتلالها لكن استطاع ملك فرنسا بواسطة المفاوضات حل الخلاف بإعطاء الملك ادوارد مبالغ من المال مقابل تراجعه عن احتلال فرنسا.
- قام ملك فرنسا لويس الحادي عشر باستخدام السويسريون الذين يملكون جيش ذائع الصيت من حيث القوة في مواجهة جيش شارل الجريء في معركة نانسي في يناير 1477م. حيث قتل فيها شارل وانتهت معه إحدى أهم الحروب البورغندية.
- بعد وفاة دوق بورغونيا ولوكسمبورج شارل الجريئ خلفته ابنته ماري التي تزوجت من ماكسميليان ابن الإمبراطور فربدريك الثالث في أغسطس 1477م.
- وفاة ملك اراغون وصقلية خوان الثاني في يناير 1479م. وخلفه ابنه الملك فرناندو الثاني وبذلك اتحدت ممالك قشتاله وليون واراغون كخطوة لانشاء مملكة اسبانيا تحت حكم الملك فرناندو الثاني وزوجته الملكة ايزابيلا الاولي.
- رفض امير موسكو إيفان الثالث دفع الإتاوة لامارة القبيلة الذهبية وحرر الدولة الروسية عام 1480 من النير المغولي التتاري الذي دام 250 سنة وذلك بعد مواجة الجيشين الروسي والتتاري على نهر اوغرا طيلة صيف عام 1480م. كما استطاع ضم اراضي امارة ياروسلافل وروستوف ونوفغورود الشاسعة.
- وفاة ملك أنجلترا ادوارد االرابع في أبريل 1483م. وبدلا ان يخلفه ابنه ادوارد الخامس قدم اخيه ريتشارد الثالث إعتراضٍ بأن جميع أبناء شقيقه إدوارد الرابع غير شرعيين وطعن في شرعية زواج شقيقه وإليزابيث وودفيل ليستولي على العرش.
- وفاة ملك فرنسا لويس الحادي عشر في أغسطس 1383م. وخلفه ابنه شارل الثامن ملكا لفرنسا
- بعد تتويج الملك الإنجليزي ريتشارد الثالث ظهرت ثورات ضده جنوب البلاد في أكتوبر 1483م. قاد دوق باكنغهام هنري ستافورد ثورة لتتويج هنري تيودور من عائلة لانكاستر حاكماً للبلاد..
- أبحر هنري تيودور من فرنسا بجيشه المكون من 5000 جندي من المرتزقة الفرنسيين ووصل الي ويلز وفي أثناء مسيرته في ويلز جمع تيودور مناصرين له لتزداد قوة جيشه. تواجه جيش هنري مع جيش الملك ريتشارد الثالث في معركة بوسوورث وكانت النتيجة هي إنتصار هنري تيودور ومقتل الملك ريتشارد الثالث تُوج هنري تيودور ملكاً لانجلترا في أغسطس 1485م. باسم الملك هنري السابع وتزوج من إليزابيث يورك ابنة إدوارد الرابع آخر المطالبين بالعرش من أسرة يورك وبزواجه منها توحدت العائلتان وانتهت حرب الوردتين.

وبدأ حكم أسرة تيودور اللتي عملت علي تركيز السلطة الملكية الإنجليزية وسمح الاستقرار بقيام عصر النهضة الإنجليزية وظهور بريطانيا الحديثة.
- وفاة ملك المجر وكرواتيا ماتياس الأول في أبريل 1490م. وخلفه ملك بوهيميا فلاديسلاف الثاني ملكاً للمجر وكرواتيا.
- قامت القوات المشتركة من ممالك قشتالة وليون وأراغون بالاستيلاء على إمارة غرناطة في يناير 1492م. وإنهاء 781 عاماً من الحكم الإسلامي في أيبيريا. بعد استسلام أبو عبد الله محمد الثاني عشر اخر امراء بنو الاحمر حكام غرناطة.
- وصول الرحالة الإيطالي كريستوفر كولومبس إلى العالم الجديد في رحلة مولها ملكي أسبانيا فرناندو وإيزابيلا سنة 1492م. وهي أول رحلة عبرت الأطلسي ووصلت إلى جزر الكاريبي فاتحة بذلك عصر الاستكشاف الأوروبي وغزو الأمريكتين.
- وفاة الإمبراطور فريدريك الثالث في أغسطس 1493م. وانتخب خلفه ابنه ماكسيمليان الاول ملكا للرومان وتوج امبراطورا في 1508م.
- وفاة ملك نابولي فيرناندو الأول أو فيرانتي في يناير 1494م. وخلفه ابنه الملك الفونسو الثاني.

غزا شارل الثامن ملك فرنسا إيطاليا مطالبا بعرش نابولي والذي ورثه والده بعد وفاة الملك ريناتو من آل انجو لتبدأ بذلك الحروب الإيطالية.
- طرد الملك الفرنسي شارل الثامن ملك نابولي الجديد ألفونسو الثاني من نابولي في 1495م. لكنه اضطر للانسحاب بسبب دعم ملك اراغون فرناندو الثاني لابن عمه فرديناندو الثاني (فيرانتينو) نجل ألفونسو الثاني. استعاد فيرانتينو العرش لكنه توفي في أكتوبر 1496م. وخلفه عمه فريدريكو الرابع إلا أن الفرنسيين لم يتخلوا عن مطالبهم.
- وفاة ملك فرنسا شارل الثامن في أبريل 1498م. وخلفه ابنه لويس الثاني عشر الذي احتل دوقية ميلان خلال الحروب الايطالية.
- تمكن السويسريون من تحقيق انتصار علي الجيش الامبراطوري في معركة دورناخ في يوليو1499م. مما أجبر الإمبراطور ماكسمليان الأول لتوقيع معاهدة سلام مع السويسريين في بازل في سبتمبر1499م. يعطي الاتحاد السويسري الاستقلال التام عن الإمبراطورية الرومانية المقدسة.
- قام الملك الفرنسي لويس الثاني عشر عام 1500 بعد التوصل إلى اتفاق مع فرناندو الثاني ملك أراغون بتقسيم نابولي وسار إلى الجنوب انطلاقاً من مدينة ميلانو. لكن خلافات نشبت حول شروط التقسيم أدت إلى حرب بين ملكي فرنسا وأراغون.

العقد الأول 1409 - 1400

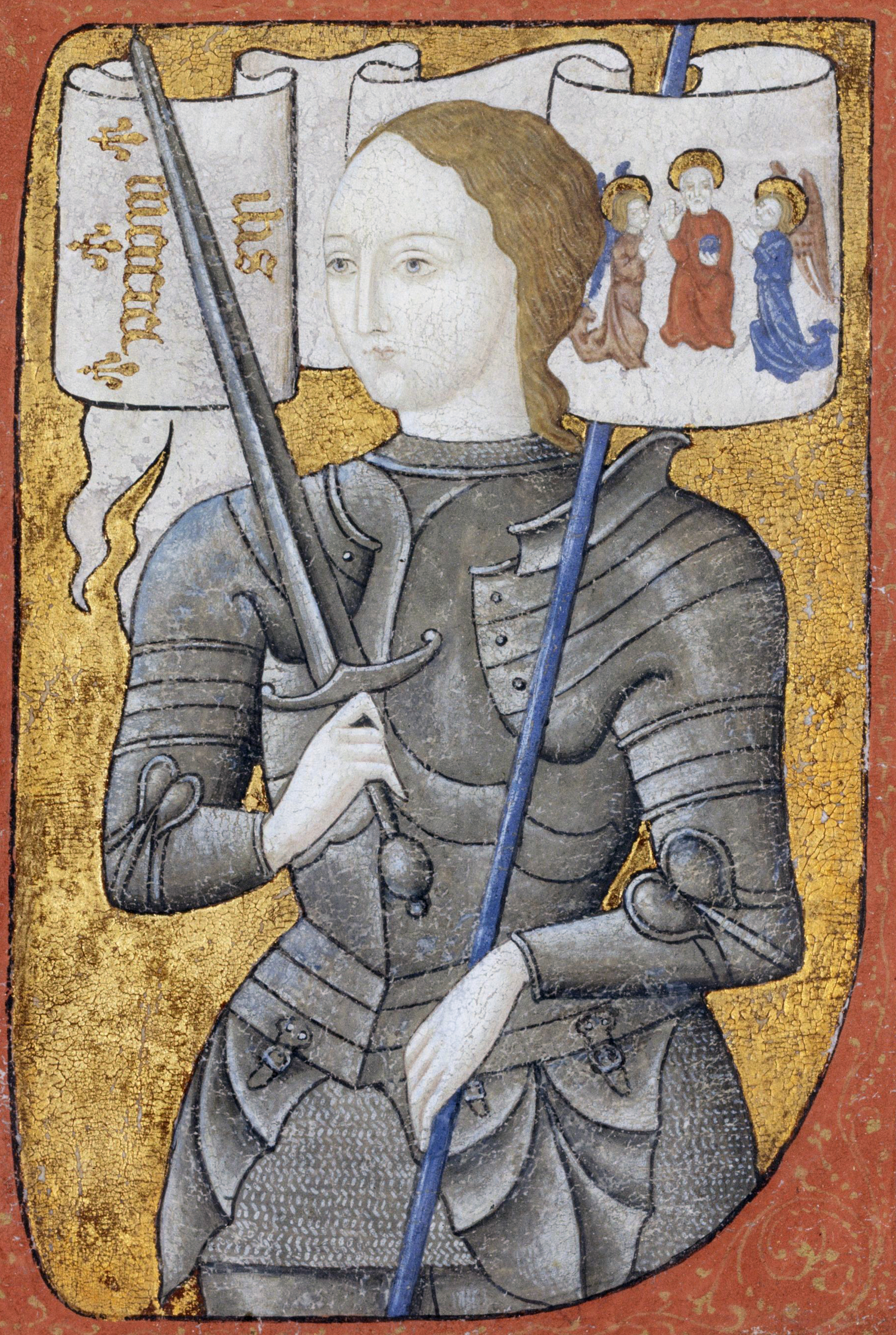
جان دارك، وهي فتاة فرنسية فلاحة، أثرت بشكل مباشر على نتيجة حرب المائة عام.

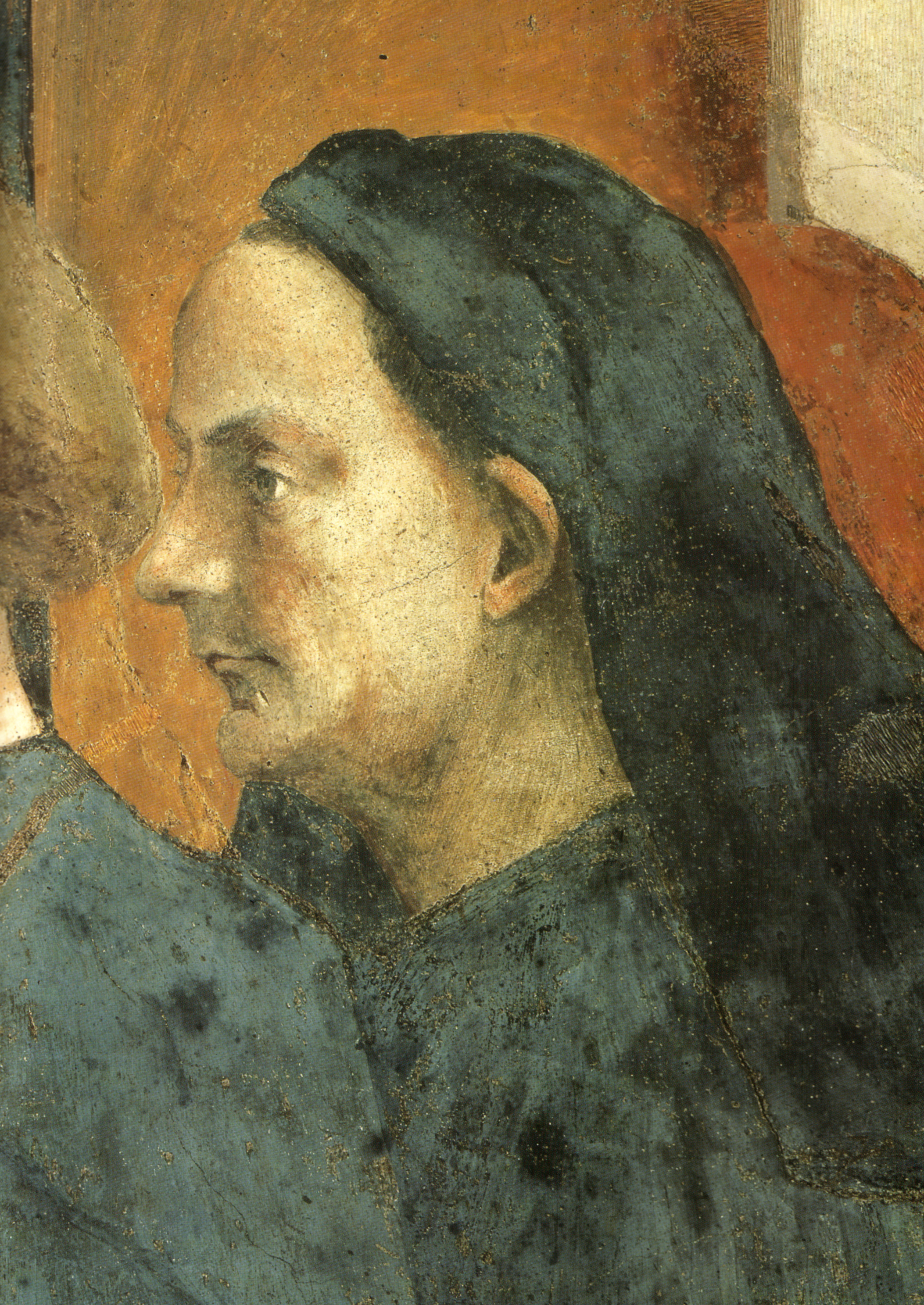
فيليبو برونليسكي، الذي يعتبر واحدة من أعظم المهندسين والمعماريين في كل العصور.

- 1401: ديلوار خان ينشئ سلطنة ملوى في وسط الهند الحديثة
- 1402: الإمبراطورية العثمانية والدولة التيمورية يتقتالان في معركة أنقرة مما يسفر عن قبض تيمور على بايزيد الأول.
- 1402: سلطنة ملقا التي أسسها السلطان بارامسوارا.[4]
- 1402: الاستيطان في جزر الكناري يؤذن لبداية الإمبراطورية الإسبانية
- 1403: الإمبراطور يونغلي ينقل عاصمة الصين من نانجينغ إلى بكين.[5]
- 1405 - 1433: البحار الصيني تشنغ خه (حجّي محمود شمس) يبحر عبر المحيط الهندي إلى الهند، وشبه الجزيرة العربية، وشرق إفريقيا لنشر نفوذ الصين وسيادتها.
- 1405: حرب البارجرج، إمبراطورية ماجاباهيت حرب أهلية علي الخلافة بين ويكرماوردهانا ضد ويرابهومي. (حتي 1406)
- 1405-1407: أول رحلة لتشنغ خه، وهي رحلة بحرية ضخمة برعاية أسرة مينغ، قامت بزيارة جاوة، باليمبانج، مالاكا، آرو، ساموديرا ولامبري.[6] (حتى 1433)

العقد الثاني 1410 - 1419
- 1410: معركة غرونفالد هي معركة حاسمة في الحرب البولندية-الليتوانية-التوتونية المؤدية إلى سقوط فرسان تيوتون.
- 1410 - 1413: تأسيس جامعة سانت أندروز في اسكتلندا.
- 1414: خضر خان، الذي ينتخبه تيمورلنك ليكون حاكم ملتان، يستولى علي دلهي ويؤسس سلالة آل السيد.
- 1415: هنري الملاح يقود معركة سبتة ضد المغاربة المور مؤذنا لبداية عصر الإمبراطورية البرتغالية.
- 1415: معركة أجينكور، معركة قتالية بين مملكة إنجلترا وفرنسا وجزء من حرب المائة عام.
- 1415: يان هوس، مفكر ديني، وفيلسوف ومصلح تشيكي يحرق حياً على وتد خشبي في مجمع كونستانس بعد اتهامه بالهرطقة من قبل الكنيسة الكاثوليكية.

- 1453 فتح القسطنطينية على يد محمد الفاتح
- 1471 تأسيس مدينة شفشاون على يد علي بن راشد
- 1492 سقوط الأندلس واكتشاف أمريكا[ ؟ ]

## اكتشافات واختراعات
- اختراع الطباعة